# Jastrzębniki (województwo zachodniopomorskie)
Jastrzębniki (niem. Falkenberg) – wieś w Polsce położona w województwie zachodniopomorskim, w powiecie świdwińskim, w gminie Sławoborze.